# 1296 (số)
1296 (một nghìn hai trăm chín mươi sáu) là một số tự nhiên ngay sau 1295 và ngay trước 1297.